# Pseudosermyle strigata
Pseudosermyle strigata är en insektsart som först beskrevs av Scudder, S.H. 1900.  Pseudosermyle strigata ingår i släktet Pseudosermyle och familjen Diapheromeridae. Inga underarter finns listade i Catalogue of Life.